# Mãozinha Pereira
João Marcello Cardoso Pereira, plus communément connu sous le pseudonyme de Mãozinha Pereira et né le 28 août 2000 à Rio de Janeiro au Brésil, est un joueur brésilien de basket-ball évoluant au poste d'ailier fort. Il mesure 2,01 m.

## Biographie

### Carrière professionnelle
En mars 2024, Pereira rejoint les Grizzlies de Memphis avec lesquels il s'engage pour 10 jours.